# Роза Франсіна Рогомбе
Роза Франсіна Рогомбе (фр. Rose Francine Rogombé, до шлюбу Етомба; 20 вересня 1942 — 10 квітня 2015) — габонська політична діячка, в. о. президента країни після смерті 8 червня 2009 року Омара Бонго.

## Життєпис
Рогомбе є представницею народності галва. Освіту здобула у Франції, за фахом юрист, член Габонської демократичної партії (PDG).. Займала пост Державного секретаря з прав людини та жінок . 2007 року отримала вчений ступінь з теології.